# Acar (Schiff, 1937)
Die Acar war ursprünglich eine Yacht des türkischen Staatsmanns Mustafa Kemal Atatürk.

## Geschichte
Die Motoryacht wurde 1937 auf der Naglo-Werft in Berlin gebaut. Sie war ursprünglich mit zwei Dieselmotoren mit je 150 PS ausgestattet. Ob diese Motoren einmal ausgetauscht wurden, geht aus den Angaben des Museums, in dem sie sich mittlerweile befindet, nicht hervor. Auf der Informationstafel des Museums ist vermerkt, dass die Yacht einen Tiefgang von 1,54 bis 1,70 Metern hatte und eine Geschwindigkeit von 15 Knoten erreichen konnte. Ferner wird hier eine Tonnage von 65 Tonnen erwähnt sowie eine Reichweite von maximal 240 Seemeilen.
Nach der Fertigstellung wurde sie angeblich nach Passage des Nord-Ostsee-Kanals an Bord eines schwedischen Frachters – eventuell der 1940 versenkten Vingaland – in die Türkei gebracht und soll schon nach dreieinhalb Tagen vor dem Dolmabahçe-Palast angekommen sein. Diese Angaben werden allerdings mitunter bezweifelt. Enver Tangör, der das Schiff 1937 in die Türkei begleitete, erklärte später, Hitler persönlich habe die Passage durch den Nord-Ostsee-Kanal gestattet. Die Yacht sei geordert worden, weil der kranke Atatürk sich mit den Treppen auf seiner Yacht Savarona schwergetan habe. Die Acar sei ein wunderschönes Schiff gewesen, ausgestattet mit Porzellangeschirr, Tafelsilber und Kristallgläsern.
Zunächst im Gebrauch durch Atatürk, wurde die Acar nach dessen Tod 1938 als TCG Acar für militärische Zwecke genutzt. Im Jahr 2000 wurde mit einer Reparatur begonnen, die am 25. Juli 2001 mit einer Zeremonie in Istanbul abschloss. Damals wurde das Schiff durch Semra Sezer, die Gattin Ahmet Necdet Sezers, wieder seiner Bestimmung übergeben. Am 25. September 2015 wurde das Schiff aus der türkischen Marine ausgemustert.
Nach einer weiteren Phase der Restaurierung wurde die Acar 2017 auf dem Gelände des Schifffahrtsmuseums in Çanakkale untergebracht, wo sie sich seitdem als Ausstellungsstück befindet.